# 3,3′,5,5′-Tetramethylbenzidin
3,3′,5,5′-Tetramethylbenzidin (TMB) ist eine chemische Verbindung aus der Klasse der Benzidine und wird als Chromogen in der Immunhistochemie verwendet.

## Eigenschaften
Nach der Aktivierung durch Peroxidase ist TMB blau bei einem Absorptionsmaximum bei 370 nm. Wenn Schwefelsäure hinzugegeben wird, färbt sich TMB gelb mit einem Absorptionsmaximum bei 450 nm.
TMB ist lichtempfindlich.

## Verwendung
TMB wird in der Biochemie auf Grund seiner Farbeigenschaften im Zuge einer Immunfärbung, z. B. beim ELISA verwendet. Zusammen mit Wasserstoffperoxid und einem Phosphat-Citrat-Puffer wird TMB als Reaktionsstarter verwendet. Mit der Fixierlösung (Schwefelsäure) wird der Farbwechsel herbeigeführt, nachdem sich die Proben dank TMB blau verfärbt haben. Ist die Reaktion gestoppt, wertet man den ELISA mit einem ELISA-Reader (Photometer) aus.